# Mistr Chudenického oltáře
Mistr Chudenického oltáře, též Mistr Epitafu Půty Švihovského (Šimon Láb ?) (? – 1514, Praha) byl malíř činný v Praze na přelomu pozdní gotiky a rané renesance.

## Život
Malíř, označovaný podle svého největšího dochovaného díla jako Mistr Chudenického oltáře, se před rokem 1500 vyškolil v Horním Bavorsku a provozoval malířskou dílnu v Praze. Podle Chytila může být totožný s Šimonem Lábem, který byl od roku 1503 členem novoměstského malířského bratrstva sv. Lukáše a později se přestěhoval na Malou Stranu a stal se správcem domu Viléma Černína z Chudenic. Roku 1512 zde v jeho přítomnosti ústně učinil svou závěť. Zemřel roku 1514 a vdova po umělci převzala malířskou dílnu a byla přijata do malířského cechu.
Oltář objednali Černínové z Chudenic, kterým obec Chudenice patřila od první poloviny 13. století. Vilém Černín byl vysokým hodnostářem při dvoru Vladislava Jagellonského a členem zákonodárné komise městského soudu. Je pravděpodobné, že Šimon Láb byl jejich domácím malířem. Identitu umělce nepřímo dokládá i jeho další zakázka pro nejvyššího zemského sudí Půtu Švihovského z Rýzmberka, který stejně jako Černínové pocházel z rozvětveného rodu Drslaviců a jeho dům v Praze s nimi sousedil.

## Dílo

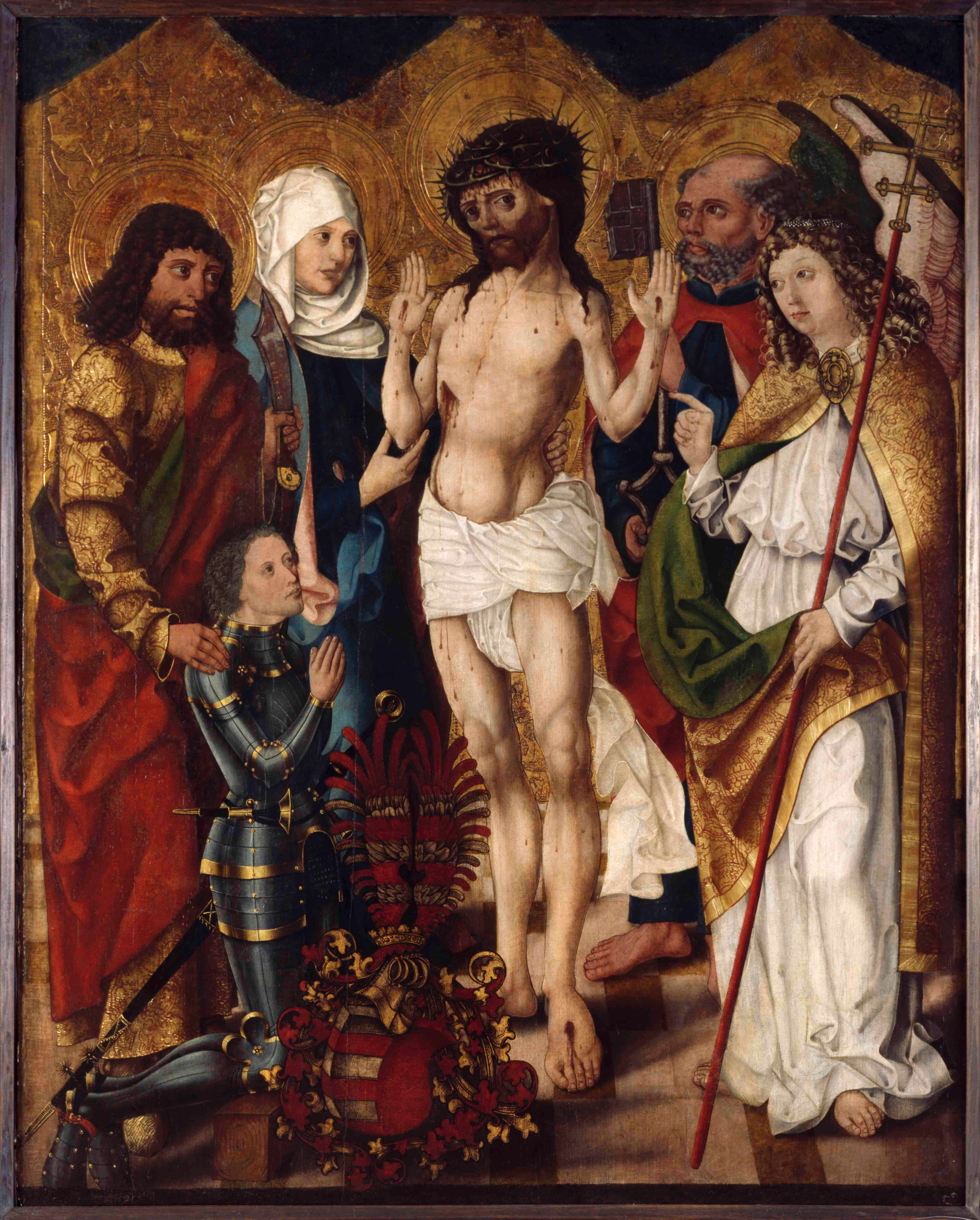
Mistr Chudenického oltáře, Epitaf Půty Švihovského

Mistr Chudenického oltáře vychází z grafických listů Martina Schongauera a slohově ze starší generace bavorských malířů první poloviny 15. století (Mistr Worcesterova Nesení kříže, Mistr Ukřižování mnichovského (Alte Pinakothek, Mnichov), Mistr z Pollingu, Mistr z Tegernsee). Od nich lze odvodit figurální typy, jejichž expresivně drsné rysy malíř změkčuje a zušlechťuje a překonává tak pozdně gotický kánon. Jeho postavy se vyznačují přirozenější tělesnou skladbou, uvolněným postojem a změkčením pohybu. Malíř zachytil tělesný objem i vržené stíny a realistickými detaily směřuje k renesančnímu pojetí obrazu, které je více založeno na smyslové skutečnosti. Naproti tomu zasazení postav do abstraktního obrazového prostoru s absencí krajiny dílo spojuje s 60. léty 15. století (Mistr Tucherova oltáře, Mistr z Bodensee).

### Oltářní retábl z Chudenic
Velký čtyřdílný retábl se střední deskou 191 x 167 cm, dvěma pohyblivými křídly 191 x 60 cm a predelou 56 x 169 cm je malován temperou a olejem na dřevě. Oltář, umístěný v gotickém kostele sv. Jana Křtitele v Chudenicích, je vzácnou památkou deskového malířství v Čechách na rozhraní pozdní gotiky a renesance. Oltář byl restaurován v letech 1891, 1931 a 2012-2013. Na střední desce je vyobrazena Madona mezi sv. Janem Evangelistou a sv. Janem Křtitelem. Na otevřených křídlech je vlevo sv. Václav, vpravo sv. Kryštof. Na zadní straně křídel je vlevo sv. Jakub s klečícím donátorem, vpravo sv. Ondřej. Figury jsou umístěny v imaginárním prostoru, který je vzadu ohraničen přepážkou zdobenou presbrokátem (střed a zadní strana křídel) nebo je zdoben zlacením s plastickým dekorem. Na predelle je výjev Zvěstování Panně Marii a uprostřed znak Černínů. Ve spodní části jsou nápisy: Domin(us) Wilhelmus domin(us) Joh(an)nes Cernin-Chudenic...fieri fecerunt Anno Domini 1505. Datum se shoduje s rokem úmrtí Jana Černína z Chudenic a je tedy pravděpodobné, že oltář nechal zhotovit jeho bratr Vilém na Janovu památku.

### Epitaf Půty Švihovského
Epitaf z roku 1505 pochází z mauzolea Půty Švihovského ve františkánském klášteře v Horažďovicích, odkud byl později přemístěn do tamního farního kostela. Děkanství v Horažďovicích obraz věnovalo Národnímu muzeu v Praze a roku 1920 byl zapůjčen do Obrazárny Společnosti vlasteneckých přátel umění. Epitaf Půty Švihovského byl jedním z exponátů výstavy Gotika v jihozápadních Čechách: Obrazy krásy a spásy roku 2014.
Obraz na desce z borového dřeva 137,5 x 110,5 cm. Ve středu kompozice je postava Bolestného Krista, kterého v pase drží Panna Maria a dotýká se jeho pravé ruky. Vlevo od ní stojí sv. Bartoloměj, který Kristu doporučuje klečícího donátora ve zbroji, označeného velkým erbem jako příslušníka rodu Švihovských. Vpravo stojí archanděl Michael, jemuž byl klášterní kostel zasvěcen, za ním sv. Petr s velkým klíčem. Pozadí obrazu je zlacené a zdobené plastickým ornamentem. Oproti chudenickému oltáři vyplňují postavy celý prostor a komunikují navzájem gesty a pohledy. Obraz je barevně vyvážený, drapérie mají organičtější vztah k tělu a vržené stíny jsou přirozenější. Vyniká malířův vytříbený smysl pro detail, zejména pokud jde o bohaté pláště zdobené ornamentem a zbroj donátora. Jan Royt se domnívá, že autorem je jiný malíř z dílny, která vytvořila Chudenický oltář.

### Votivní deska s Ukřižováním z Vrchotových Janovic (Petrzinova)
Na desce 72 x 52 cm je vyobrazen Ukřižovaný Kristus s Marií, sv. Janem Evangelistou, sv. Jeronýmem a donátorem. Původ obrazu je neznámý. Naposled v soukromé sbírce, podle jednoho zdroje nedochováno.